# Stowarzyszenie Agencji Public Relations
Stowarzyszenie Agencji Public Relations (SAPR) – stowarzyszenie utworzone w celu reprezentacji i wspierania branży usług komunikacji i public relations. Tworzą go podmioty zajmujące się profesjonalnym doradztwem komunikacyjnym, a w tym relacjami z mediami, zarządzeniem kryzysowym, komunikacją wewnętrzną, public affairs, sponsoringiem, czy relacjami inwestorskimi.

## Historia SAPR
Stowarzyszenie powstało w dniu 20 października 2020 roku z inicjatywy 20 przedstawicieli agencji założycielskich. Pierwszym prezesem SAPR został prof. Dariusz Tworzydło, prezes Exacto oraz pracownik Uniwersytetu Warszawskiego. Po powołaniu Stowarzyszenia w szybkim czasie przystępowały do tej organizacji kolejne agencje, by w nieco ponad rok, do końca 2021 roku, liczba członków osiągnęła 37 agencji, co uczyniło SAPR najbardziej liczną organizacją zrzeszającą podmioty świadczące usługi PR w Polsce. Kolejny zarząd został wybrany podczas walnego zebrania członków zorganizowanego w Rzeszowie w ramach Kongresu Public Relations 14 września 2022 roku. Prezesem zarządu Stowarzyszenia została Emilia Hahn.

## Cele statutowe Stowarzyszenia Agencji Public Relations
Cele SAPR:
- integracja i aktywizacja agencji public relations oraz ich pracowników współtworzących branżę usług PR w Polsce,
- popularyzacja wiedzy w zakresie public relations,
- propagowanie oraz rozwijanie najlepszych standardów działania w branży public relations oraz w relacjach między agencjami a jej Zleceniodawcami,
- podnoszenie kwalifikacji osób zawodowo związanych z branżą public relations,
- promowanie oraz rozwijanie zasad etycznych rzetelnego PR,
- umacnianie roli rzetelnego oraz etycznego public relations w procesach demokratycznych Polski,
- ochrona praw Członków Stowarzyszenia w ramach wykonywanych przez nich działań związanych z celami Stowarzyszenia,
- reprezentowanie branży public relations w innych organizacjach, związkach, stowarzyszeniach.

## Kluczowe projekty Stowarzyszenia
Jednym z najważniejszych projektów zrealizowanych przez pierwszy zarząd SAPR w latach 2020–2022 były dwie edycje konkursu PR Wings. Celem tego projektu jest nagradzanie najbardziej efektywnych, kreatywnych i innowacyjnych projektów z zakresu szeroko rozumianej komunikacji i public relations. Konkurs wspiera tworzenie profesjonalnego, opartego na najwyższych standardach i konsekwentnie rozwijającego się rynku usług PR w Polsce. W edycji przeprowadzonej w roku 2022 do konkursu zgłoszono 124 prace, zaś w roku 2021 – 80. Projektantami statuetki, która jest nagrodą w konkursie są: Maciej Radkowski oraz Dariusz Tworzydło.  
Jednym z kluczowych projektów SAPR jest także 3PR Program Praktyków PR – cykl szkoleń organizowany dla pracowników agencji członkowskich. Został on zbudowany na bazie szerokich badań jakie wśród pracowników agencji przeprowadził zespół badawczy Exacto. Zajęcia w szkole SAPR prowadzone są przez wykładowców – wieloletnich praktyków, z dużym doświadczeniem, którzy rekrutowani są głównie z firm członkowskich SAPR.
W roku 2023 SAPR przeprowadził pierwsze w historii branży public relations badanie „Barometr nastrojów w branży usług PR”. Respondenci oceniali kondycję swoich firm w kilku kluczowych wymiarach. W badaniu oceniano wielkość sprzedaży, liczbę zapytań ofertowych, liczbę klientów i projektów, dostępność specjalistów PR na rynku, płynność finansową, zaległości płatnicze, dostęp do finansowania, morale zespołu, dostępność podwykonawców, koszty działalności oraz liczbę pracowników. SAPR wydał również w 2022 roku książkę „Instrukcja obsługi agencji PR”. 

## Nagroda im. Andrzeja Stolarczyka
Ważną inicjatywą SAPR jest Nagroda im. Andrzeja Stolarczyka. Jest to coroczny laur Stowarzyszenia wręczany osobie o wybitnych zasługach dla całej branży Public Relations w Polsce. Andrzej Stolarczyk to tragicznie zmarły w 2019 r. wybitny jeden z pionierów public relations w Polsce, twórca jednej z pierwszych agencji PR, mentor kilku pokoleń ekspertów i adeptów komunikacji w Polsce.  